# Colombier-Fontaine
Colombier-Fontaine – miejscowość i gmina we Francji, w regionie Burgundia-Franche-Comté, w departamencie Doubs.
Według danych na rok 1990 gminę zamieszkiwały 1523 osoby, a gęstość zaludnienia wynosiła 199 osób/km² (wśród 1786 gmin Franche-Comté Colombier-Fontaine plasuje się na 104. miejscu pod względem liczby ludności, natomiast pod względem powierzchni na miejscu 596.).